# Lasiopogon marshalli
Lasiopogon marshalli är en tvåvingeart som beskrevs av Cannings 2002. Lasiopogon marshalli ingår i släktet Lasiopogon och familjen rovflugor.
Artens utbredningsområde är Virginia. Inga underarter finns listade i Catalogue of Life.